# ICC-Gruppe
ICC-Gruppen sind in der Mathematik betrachtete Gruppen mit unendlichen Konjugationsklassen. Die Abkürzung ICC steht für die englische Bezeichnung infinite conjugacy classes. 

## Definition
Eine Gruppe mit mindestens zwei Elementen heißt ICC-Gruppe, falls jede von {\displaystyle \{e\}} verschiedene Konjugationsklasse unendlich ist, wobei {\displaystyle e} das neutrale Element der Gruppe sei.
Das bedeutet, dass für jedes Element {\displaystyle x\not =e} die Menge {\displaystyle \{yxy^{-1}|\,y\in G\}} eine unendliche Menge ist.

## Bemerkungen
- ICC-Gruppen sind unendlich und in hohem Grade nicht-kommutativ. Das Zentrum einer ICC-Gruppe besteht nur aus dem neutralen Element.
- Die linksreguläre Darstellung einer diskreten ICC-Gruppe auf sich erzeugt einen Typ-II1-Faktor auf {\displaystyle \ell ^{2}(G)}. Daher rührt ihre Bedeutung.[3]

## Beispiele
- Die freie Gruppe mit {\displaystyle n\geq 2} vielen Erzeugern ist eine ICC-Gruppe.[4]
- Die Gruppe der endlichen Permutationen von {\displaystyle \mathbb {N} } ist eine ICC-Gruppe, sie ist die Gruppe der von allen Transpositionen auf {\displaystyle \mathbb {N} } erzeugten Untergruppe der vollen Permutationsgruppe.[5]
- Kartesische Produkte endlich vieler ICC-Gruppen sind wieder ICC-Gruppen.[1]